# 20 Jours à Marioupol
Pour plus de détails, voir Fiche technique et Distribution.
20 Jours à Marioupol (en ukrainien : 20 днів у Маріуполі, 20 dniv u Mariupoli) est un film documentaire ukrainien écrit et réalisé par Mstyslav Tchernov et sorti en 2023.
Le documentaire 20 Jours à Marioupol a été réalisé par le réalisateur et photographe Mstyslav Tchernov, le photographe Evgueni Maloletka et la productrice et journaliste Vassilissa Stepanenko. Présents à Marioupol, ils ont couvert le début de la destruction de la ville par la Russie en étant les derniers journalistes présents. Ils ont tous les trois obtenu pour cela le prix Pulitzer ainsi que le prix Chevtchenko en 2024.
Le film est présenté pour la première fois aux États-Unis au festival du film indépendant de Sundance, où il concourt dans la compétition « World Documentary Cinema » (Grand prix du jury du festival du film de Sundance pour le meilleur documentaire (d)) et remporte le prix du Public (Prix du public du cinéma mondial de Sundance : Documentaire (d)). Mstyslav Tchernov reçoit le prix Directors Guild of America pour « ses réalisations exceptionnelles en matière de cinéma documentaire » le 10 février 2024.
Le documentaire est nommé aux Oscars 2024 et se retrouve en compétition pour le titre avec Bobi Wine : Le Président du peuple, La Mémoire éternelle, Les Filles d'Olfa et Tuer un tigre. Le 11 mars 2024, il obtient le premier Oscar de l'histoire de l'Ukraine en recevant l'Oscar du meilleur long métrage documentaire.

## Synopsis
Le film documente le siège de Marioupol en 2022. Alors que l'invasion russe commence, une équipe de journalistes ukrainiens pris au piège dans Marioupol assiégée lutte pour continuer son travail de documentation des atrocités de la guerre, faire parvenir des informations à l'extérieur, puis pour quitter la ville avec leurs images.

## Fiche technique
- Titre : 20 Jours à Marioupol
- Titre original : 20 днів у Маріуполі (20 dniv u Mariupoli)
- Réalisation : Mstyslav Tchernov
- Scénario : Mstyslav Tchernov

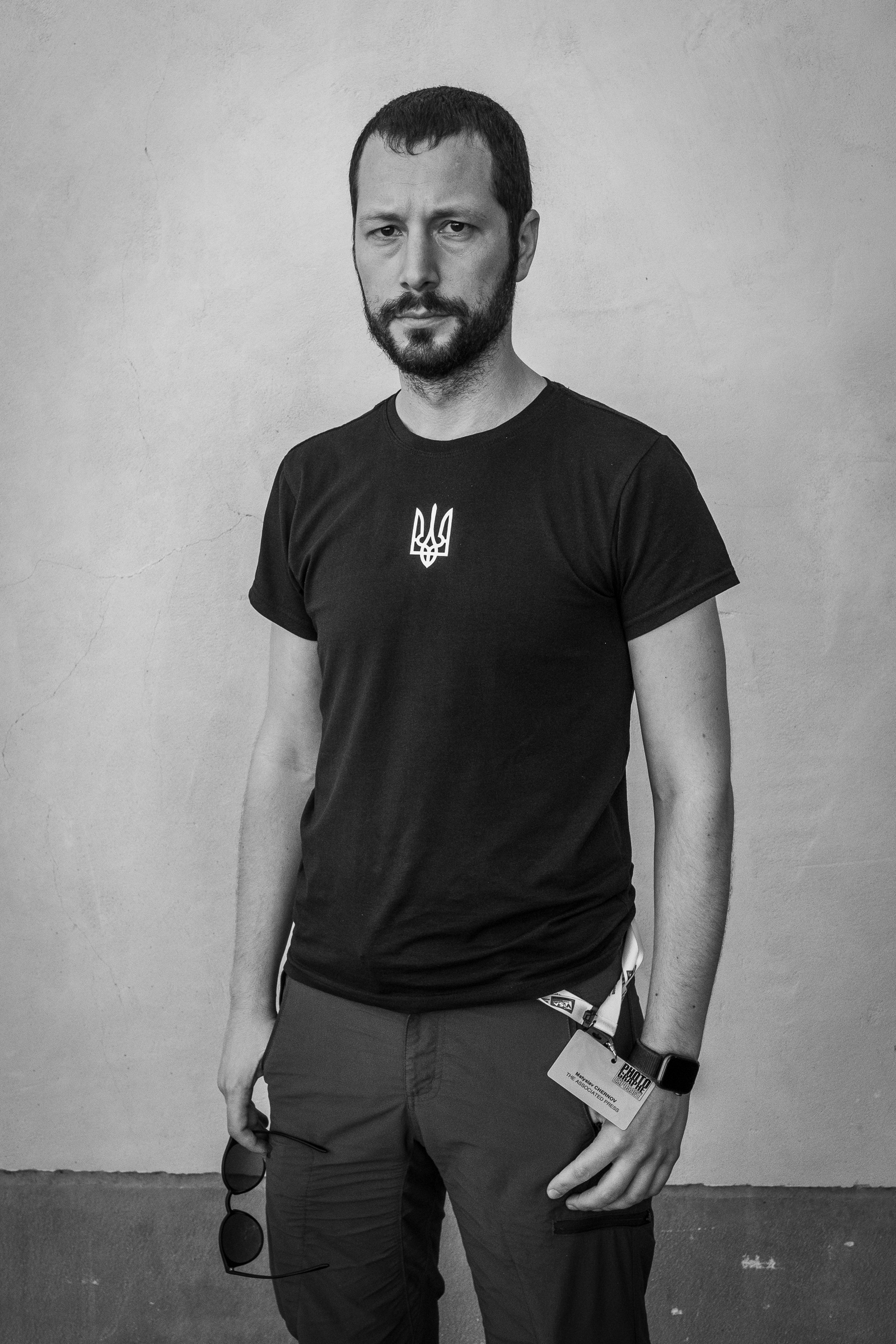
Mstyslav Chernov par Claude Truong-Ngoc (2022)

- Photographie : Mstyslav Tchernov, Evgueni Maloletka (photographe)
- Montage : Michelle Mizner
- Musique : Jordan Dykstra
- Production : Raney Aronson, Mstyslav Tchernov
- Pays de production : Ukraine
- Langue originale : ukrainien, russe
- Format : couleur
- Genre : documentaire
- Durée : 93 minutes[3]
- Dates de sortie :
  - États-Unis : 20 janvier 2023  (Festival du film de Sundance)
  - France : projection au FIPADOC, Biarritz, le 22 janvier 2024[4]
- Classification[5] : 
  - États-Unis : TV-PG
  - Ukraine : Interdit aux moins de 18 ans
  - France : Déconseillé aux moins de 12 ans[3]

## Distinctions

### Récompenses
- Festival du film de Sundance 2023 : Prix du public[6],[7]
- Festival DocuDays UA, Kiev 2023 : Prix du jury et prix du public
- BAFTA 2024 : Meilleur film documentaire[8]
- Oscars 2024 : Meilleur film documentaire[9],[10],[1]
- Prix national Taras-Chevtchenko 2024

### Nominations
- BAFTA 2024 : Meilleur film en langue étrangère